# Kirchengericht
Ein Kirchengericht ist ein Rechtsprechungsorgan einer christlichen Religionsgemeinschaft.

## Staatskirchenrechtliche Grundlage
Staatskirchenrechtliche Grundlage kirchlicher Gerichtsbarkeit ist das Selbstbestimmungsrecht der Kirchen, das in Deutschland durch das Grundgesetz (Art. 140 GG i. V. m. Art. 137 Abs. 3 WRV), in Österreich durch das Bundes-Verfassungsgesetz (Art. 149 Abs. 1 B-VG i. V. m. Art. 15 Staatsgrundgesetz 1867) und in der Schweiz durch die kantonalen Verfassungen (vgl. Art. 72 Abs. 1 BV) gewährleistet wird.
Die Vollstreckung einer kirchengerichtlichen Entscheidung erfordert jedenfalls in Deutschland den Titel eines staatlichen Gerichts als Grundlage. Das gilt auch für etwaige Gerichtsgebühren und die Prozesskostenerstattung. Gestaltungs- und Feststellungsurteile bedürfen keiner Vollstreckung; Leistungsurteile können ggf. auch im Wege der Aufrechnung durchgesetzt werden.

## Römisch-katholische Kirche

### Ordentliche Gerichtsbarkeit
Die ordentliche Gerichtsbarkeit ist unmittelbar in den beiden großen Kodifikationen geregelt (CIC für die lateinische Kirche, CCEO für die unierten Ostkirchen). Weitere Normen gelten für die Gerichte des Apostolischen Stuhles, z. B. die Konstitution Praedicate Evangelium (PE).

#### Gerichte
a) Niedere Gerichte sind
- bischöfliches Diözesangericht (tribunal dioecesanum, 1419  CIC)/Eparchialgericht (tribunal eparchiale, 1066  CCEO)
- erzbischöfliches Metropolitangericht (tribunal metropolitanum, 1438, n. 1  CIC, 1064  CCEO)
- der Bischof selbst im kürzeren Eheprozess (1683  CIC, 1369  CCEO)
- interdiözesanes[6][7]/intereparchiales[8] Gericht (cann. 1423, 1439 CIC, 1067  CCEO)[9]
- interrituelles Gericht[10] (tribunal commune, 1068  CCEO)
- nur in Streitsachen: Provinzial/örtlicher Abt, oberster Leiter/Abtpräses der Mönchskongregation (can. 1427, §§ 1 und 2, can. 1438, n. 3 mit cann. 620, 622 CIC; siehe auch 1069  CCEO)
- die Gerichte anderer Einheiten (Vikariat, Ordinariat, Exarchat usw.; 381, § 2  CIC, 313  CCEO).

Geleitet wird jedes Gericht von einem Gerichtsvikar (Offizial), dem Richter beigegeben sind; ferner gibt es die Ämter des Kirchenanwalts, des Bandverteidigers und des Notars (Urkundsbeamten, 1420–1437  CIC, 1086–1101  CCEO). Die Gerichtsaufsicht wird von der Apostolischen Signatur in ihrer Funktion als Justizverwaltungsbehörde ausgeübt (1445, § 3  CIC, Art. 198 PE, Art. 35, 106 ff. LPSA).
b) Als höhere Gerichte bestehen vereinzelt besondere Gerichte wie
- die Rota der Apostolischen Nuntiatur in Spanien (Tribunal Rotae Nuntiaturae Apostolicae in Hispania)[12]
- das Primatialgericht Esztergom-Budapest in Ungarn (Tribunal Primatiale Strigoniense)[13]

sowie in den 6 patriarchalen und 4 großerzbischöflichen Ostkirchen jeweils
- deren ordentliches Gericht[14] (Tribunal ordinarium Ecclesiae patriarchalis/archiepiscopalis maioris, cann. 1063, 152 CCEO) und
- das Synodalgericht bzw. die Bischofssynode selbst[15] (Synodus Episcoporum, 1062  CCEO).

c) Gerichte des Apostolischen Stuhles sind
- das Gericht der Römischen Rota als ordentliches Gericht des Papstes für die Annahme von Berufungen (Rotae Romanae Tribunal, RRT, cann. 1443, 1444 CIC, Art. 200–204 PE);[16] beigegeben ist der Rota seit 2011 ein Amt für die Prozesse zur Gewährung von Dispens bei einer gültigen, aber nicht vollzogenen Ehe und für die Weihenichtigkeitssachen[17]
- als besonderes Gericht das Oberste Gericht des Dikasteriums für die Glaubenslehre für schwerere Strafsachen im gerichtlichen Verfahren (Supremum Tribunal Dicasterii pro Doctrina Fidei, Art. 76 PE)[18]
- der Oberste Gerichtshof der Apostolischen Signatur als Gericht der ordentlichen Gerichtsbarkeit (Supremum Signaturae Apostolicae Tribunal, SSAT, 1445, § 1  CIC, Art. 196 PE)[19]
- der Papst als „oberster Richter für den gesamten katholischen Erdkreis“ (Romanus Pontifex, 1442  CIC, 1059, § 1  CCEO), der selbst keiner Gerichtsbarkeit unterliegt (1404  CIC, 1058  CCEO).

Obgleich als Gericht des Apostolischen Stuhles bezeichnet, ist die Apostolische Pönitentiarie eher Gnaden- und Dispensbehörde (Art. 190–193 PE). Ihr obliegt beispielsweise die Absolution bei Tatstrafen, die dem Apostolischen Stuhl vorbehalten sind.
Nicht kirchliche, sondern weltliche Gerichtsbarkeit üben die Gerichte des Vatikanstaats aus.
d) Beispiel Rom
Der kirchliche Gerichtsaufbau ist nicht immer leicht durchschaubar. Im Bereich von Rom beispielsweise gibt es unterhalb der Gerichte des Apostolischen Stuhles sieben kirchliche Gerichte. Geordnet nach zunehmender territorialer Zuständigkeit sind dies
- das Kirchengericht für das Vikariat der Vatikanstadt (Tribunal ecclesiasticum primae instantiae in territorio Status Civitatis Vaticanae), das räumlich mit dem weltlichen Gericht der Vatikanstadt verbunden ist[22]
- das Diözesangericht für andere als Ehenichtigkeitssachen aus dem Vikariat der Stadt Rom (Tribunal ordinarium dioecesis Romanae)[23]
- der Papst als Bischof von Rom für Ehenichtigkeitssachen im kürzeren Verfahren aus dem Bistum Rom[24]
- das interdiözesane Gericht erster Instanz für Ehenichtigkeitssachen aus dem Vikariat der Stadt Rom und angrenzenden Bistümern (Tribunal ecclesiasticum interdioecesanum Vicariatus Urbis primae instantiae)[25]
- das Gericht des italienischen Militärordinariats (Tribunal Ordinariatus Militaris Italiae)[26]
- das Gericht des Apostolischen Exarchats Italien der ukrainischen griechisch-katholischen Kirche (Tribunal Exarchatus Apostolici Italiae Ucrainorum)[27]
- das Gericht der Personalprälatur Opus Dei (Tribunal Praelaturae Personalis Sanctae Crucis et Operis Dei).[28]

Das 1988 in Rom eingerichtete interdiözesane Gericht zweiter Instanz wurde 2019 aufgelöst; seitdem ist die Römische Rota reguläres zweitinstanzliches Gericht nicht nur für das Vikariat der Vatikanstadt, sondern auch für die anderen römischen Untergerichte.

#### Sachliche Zuständigkeit
Die ordentliche Gerichtsbarkeit erstreckt sich u. a. auf folgende Angelegenheiten (Grundnormen: 1400  CIC, 1055  CCEO):
- 1. allgemeine Streitsachen über individuelle Rechte ([causae] iurium; cann. 1501 ff. CIC, cann. 1185 ff. CCEO)
- 2. Statussachen
  - Ehenichtigkeit (nullitatis matrimonii; cann. 1671 ff. CIC/DC,[31] cann. 1357 ff. CCEO; materiell insbesondere 1095, n. 3  CIC, 818, n. 3  CCEO)[32]
  - Trennung bei bleibendem Eheband (separationis; cann. 1692 ff. CIC, cann. 1378 ff. CCEO)
  - Weihenichtigkeit (nullitatis sacrae Ordinationis;  cann. 1708 ff. CIC, cann. 1385 ff. CCEO, Art. 200 § 3 PE)[33]
  - Mitwirkung insbesondere an der Tatsachenfeststellung bei
    - Eheauflösungen aufgrund des paulinischen Privilegs (1144–1145  CIC, 855–856  CCEO)
    - Eheauflösungen aufgrund des petrinischen Privilegs (Normen zur Auflösung des Ehebandes in favorem fidei, Art. 11)
    - Eheauflösungen aufgrund Nichtvollzugs (dispensationis super rato; 1700  CIC, vgl. 1384  CCEO, Art. 200 § 2 PE)
    - Eheauflösungen aufgrund Todeserklärung (1707  CIC, 1383  CCEO)[34]
    - Kanonisationsverfahren (1403  CIC, 1057  CCEO, Art. 98 PE)[35]
- 3. Strafsachen (poenalis; cann. 1717 ff. CIC, cann. 1468 ff. CCEO),[18] soweit nicht durch außergerichtliches Dekret im Verwaltungsweg geahndet (s. unten).

Dem Prozessrecht nach bildet das ordentliche Streitverfahren (iudicium contentiosum ordinarium, 1501–1655  CIC, 1185–1342  CCEO) das Grundmuster, auf das an anderer Stelle verwiesen wird.
Erstinstanzlich ist im Allgemeinen ein Einzelrichter zuständig (1424  CIC, can. 1084, § 2, 1089  CCEO). Ehe- und Weihenichtigkeitssachen sowie Strafprozesse, die zur Entlassung aus dem geistlichen Stand oder zur Exkommunikation führen können, werden grundsätzlich vor einem Kollegialgericht mit drei Richtern verhandelt (1425  CIC, vgl. 1084  CCEO).
Zahlenmäßig machen die Ehenichtigkeitsverfahren mit Abstand den größten Anteil aus: 2017 ergingen weltweit 56.890 erstinstanzliche Urteile in Ehenichtigkeitssachen; 86 % davon entschieden für die Nichtigkeit (pro nullitate). 40 % der erstinstanzlichen Urteile wurden in den USA gefällt; Länder mit einem Anteil über 4 % waren Mexiko, Brasilien, Kolumbien, Indien, Italien und Polen. In Deutschland waren es 867 Urteile, in Österreich 164 und in der Schweiz 74. Als Prozessordnung für die lateinische Kirche dient dabei die Instruktion Dignitas connubii (DC) von 2005. Bis 1879 urteilten in manchen deutschen Staaten Kirchengerichte im Bereich des Eherechts mit bürgerlichrechtlicher Wirkung (vgl. § 15 Abs. 3 GVG a. F.). Heute ist in Deutschland unabhängig vom anzuwendenden Recht die Eheschließung wie auch die Ehescheidung eine Angelegenheit staatlicher Behörden bzw. Gerichte (Zivilehe). In vielen katholisch geprägten Ländern sorgen Konkordate mit dem Heiligen Stuhl dafür, dass die kirchliche Eheschließung staatlich anerkannt werden kann; in Ländern wie Italien, Portugal, Spanien, Malta oder Brasilien gilt das auch für die kirchlich festgestellte Ehenichtigkeit. Problematisch ist bei der kanonischen Ehenichtigkeit, dass staatliche Vorschriften etwa zum Unterhalt umgangen werden können, weshalb der italienische Kassationshof die Anerkennung auf Trennung innerhalb von drei Jahren nach der Hochzeit beschränkt hat. In levantinische Ländern umfasst die Gerichtsbarkeit der kirchlichen Gerichte bisweilen auch heute noch weite Teile des Familienrechts (siehe unten).
Wesentliche Verfahrensschritte sind
- Einreichung der Klageschrift (libellum, 1504  CIC, 1187  CCEO)
- Streitfestlegung (litis contestatio, 1513  CIC, 1195  CCEO)[47]
  - Streitpunkt (dubium) z. B. „Ob die Nichtigkeit der Ehe in dem Fall feststeht“ (An constet de nullitate matrimonii in casu)
- Urteil (sententia, 1611  CIC, 1294  CCEO)[48]
  - Tenor (pars dispositiva) z. B. „Negativ, d. h. die Nichtigkeit der Ehe steht nicht fest“ (Negative, seu non constare de nullitate matrimonii).

#### Instanzielle Zuständigkeit
Ordentliche Rechtsbehelf gegen ein Urteil (sententia) ist die Nichtigkeitsbeschwerde (querela nullitatis, cann. 1619 ff. CIC, cann. 1302 ff. CCEO) bzw. die Berufung (appellatio, cann. 1628 ff. CIC, cann. 1309 ff. CCEO), gegen ein gerichtliches Dekret (decretum) die Beschwerde (recursus). Bei rechtskräftigen Urteilen ist Wiedereinsetzung möglich (restitutio in integrum, cann. 1645 ff. CIC, cann. 1326 ff. CCEO); in Personenstandssachen, welche nur einer eingeschränkten Rechtskraft fähig sind, Wiederaufnahme (nova causae propositio, 1644  CIC, 1325  CCEO).
Der Instanzenzug kann sich unterschiedlich gestalten:
- Grundsätzlich geht er vom Diözesan-/Eparchialgericht zum Metropolitangericht und von dort zur Römischen Rota (in Spanien an die Spanische Rota, in einer patriarchalen/großerzbischöflichen Ostkirche an deren ordentliches Gericht, was Verfahren in der Landessprache ermöglicht). Ist in erster Instanz das Metropolitangericht zuständig, geht die Berufung meist an ein Diözesangericht derselben Kirchenprovinz (in Spanien an die Spanische Rota, in einer patriarchalen/großerzbischöflichen Ostkirche an deren ordentliches Gericht).

- Optional kann die Römische Rota schon in zweiter Instanz angerufen werden (1444, § 1, n. 1  CIC, Art. 202 § 1 PE). Über schwerere Strafsachen verhandelt in zweiter, optional auch in erster Instanz das Dikasterium für die Glaubenslehre (Art. 16 der Normen über vorbehaltene Straftaten).

- Insbesondere in Abhängigkeit von den Beteiligten sind bereits in erster Instanz zuständig:
  - das jeweilige Berufungsgericht (bei Rechten oder Temporalie einer vom Bischof vertretenen juristischen Person, 1419, § 2  CIC, 1066, § 2  CCEO)
  - die Römische Rota (z. B. für Bischöfe in Streitsachen, Diözesen, natürliche und juristische Personen, die keinen Oberen unterhalb des Papstes haben, can. 1405, § 3/1444, § 2  CIC, can. 1060, § 2/1061  CCEO)
  - die Spanische Rota (Normas Art. 37 § 2)
  - das ordentliche Gericht einer patriarchalen oder großerzbischöflichen Kirche (z. B. für physische und juristische Personen, die dem Patriarchen/Großerzbischof unmittelbar unterstellt sind, 1063, § 4  CCEO)
  - das synodale Gericht einer patriarchalen oder großerzbischöflichen Kirche (für Bischöfe in Streitsachen, Eparchien, 1062, § 3  CCEO)
  - das Dikasterium für die Glaubenslehre (für Bischöfe, Gesandte des Apostolischen Stuhles, Patriarchen, Kardinäle und Staatsoberhäupter bei schwereren Straftaten, Art. 1 § 2 der Normen über vorbehaltene Straftaten)
  - der Papst selbst (z. B. für Bischöfe in sonstigen Strafsachen, Gesandte des Apostolischen Stuhles, Patriarchen, Kardinäle, Staatsoberhäupter, 1405, § 1  CIC, 1060, § 1  CCEO).

- Als Gericht der ordentlichen Gerichtsbarkeit befindet die Apostolische Signatur über Nichtigkeitsbeschwerden, Anträge auf Wiedereinsetzung und andere Beschwerden gegen Entscheidungen der Römischen Rota sowie über Zuständigkeitsstreitgkeiten zwischen Gerichten, die nicht dem gleichen Berufungsgericht unterstellt sind (1445  CIC, Art. 196 PE, Art. 33, 36–72 LPSA).

Im Einzelfall kann für jede Sache auf Antrag vom Papst ein Gericht als zuständig bestimmt werden (ius reclamandi, 1417  CIC, 1059  CCEO; Entgegennahme durch die Apostolische Signatur als Justizverwaltungsbehörde, Art. 198 nn. 2, 3 PE, Art. 115–116 LPSA). Desgleichen kann der Papst von sich aus jede Sache an sich ziehen (ius evocandi, 1405, § 1, n. 4  CIC, 1060, § 1, n. 4  CCEO).

#### Liste der Offizialate in D-A-CH
Für die 27 deutschen Bistümer bestehen 21 Gerichte, meist Offizialate, teilweise auch Konsistorien genannt. 11 davon üben auch Rechtsprechung in zweiter Instanz aus (5 erzbischöfliche Gerichte sowie Augsburg, Hildesheim, Münster, Osnabrück, Rottenburg-Stuttgart und Würzburg). In Österreich mit Liechtenstein bestehen 10 Gerichte, in der Schweiz sieben.
| (ERZ-)Bistum             | 1. Instanz                                                 | 2. Instanz                                                 | 3. Instanz                                 |
| ------------------------ | ---------------------------------------------------------- | ---------------------------------------------------------- | ------------------------------------------ |
| HAMBURG                  | Interdiözesanes Offizialat Osnabrück                       | Offizialat Hildesheim                                      | Römische Rota                              |
| Osnabrück                | Interdiözesanes Offizialat Osnabrück                       | Offizialat Hildesheim                                      | Römische Rota                              |
| Hildesheim               | Offizialat Hildesheim                                      | Offizialat Osnabrück                                       | Römische Rota                              |
| PADERBORN                | Offizialat PADERBORN                                       | Offizialat Münster                                         | Römische Rota                              |
| Fulda                    | Offizialat Fulda                                           | Offizialat PADERBORN                                       | Römische Rota                              |
| Erfurt                   | Interdiözesanes Offizialat Erfurt                          | Offizialat PADERBORN                                       | Römische Rota                              |
| Magdeburg                | Interdiözesanes Offizialat Erfurt                          | Offizialat PADERBORN                                       | Römische Rota                              |
| BERLIN                   | Interdiözesanes Offizialat Erfurt                          | Offizialat PADERBORN                                       | Römische Rota                              |
| Dresden-Meißen           | Interdiözesanes Offizialat Erfurt                          | Offizialat PADERBORN                                       | Römische Rota                              |
| Görlitz                  | Interdiözesanes Offizialat Erfurt                          | Offizialat PADERBORN                                       | Römische Rota                              |
| KÖLN                     | Offizialat KÖLN                                            | Offizialat Münster                                         | Offizialat FREIBURG                        |
| Münster                  | Offizialat Münster (einschl. BMO) mit Außenstelle in Essen | Offizialat KÖLN                                            | Römische Rota                              |
| Essen                    | Offizialat Münster (einschl. BMO) mit Außenstelle in Essen | Offizialat KÖLN                                            | Römische Rota                              |
| Aachen                   | Offizialat Aachen                                          | Offizialat KÖLN                                            | Römische Rota                              |
| Trier                    | Offizialat Trier                                           | Offizialat KÖLN                                            | Römische Rota                              |
| Limburg                  | Offizialat Limburg                                         | Offizialat KÖLN                                            | Römische Rota                              |
| FREIBURG                 | Offizialat FREIBURG                                        | Offizialat Rottenburg-Stuttgart                            | Römische Rota                              |
| Rottenburg-Stuttgart     | Offizialat Rottenburg-Stuttgart                            | Offizialat FREIBURG                                        | Offizialat und Metropolitangericht BAMBERG |
| Mainz                    | Offizialat Mainz                                           | Offizialat FREIBURG                                        | Offizialat und Metropolitangericht BAMBERG |
| BAMBERG                  | Offizialat und Metropolitangericht BAMBERG                 | Offizialat Würzburg                                        | Römische Rota                              |
| Würzburg                 | Offizialat Würzburg                                        | Offizialat und Metropolitangericht BAMBERG                 | Römische Rota                              |
| Eichstätt                | Offizialat Eichstätt                                       | Offizialat und Metropolitangericht BAMBERG                 | Römische Rota                              |
| Speyer                   | Offizialat Speyer                                          | Offizialat und Metropolitangericht BAMBERG                 | Römische Rota                              |
| MÜNCHEN und FREISING     | Konsistorium und Metropolitangericht MÜNCHEN               | Konsistorium Augsburg                                      | Offizialat und Metropolitangericht BAMBERG |
| Augsburg                 | Konsistorium Augsburg                                      | Konsistorium und Metropolitangericht MÜNCHEN               | Offizialat und Metropolitangericht BAMBERG |
| Regensburg               | Konsistorium Regensburg                                    | Konsistorium und Metropolitangericht MÜNCHEN               | Offizialat und Metropolitangericht BAMBERG |
| Passau                   | Konsistorium Passau                                        | Konsistorium und Metropolitangericht MÜNCHEN               | Offizialat und Metropolitangericht BAMBERG |
| Exarchat der UGKK        | Interdiözesanes Offizialat Erfurt                          | Konsistorium und Metropolitangericht MÜNCHEN               | Römische Rota                              |
| WIEN und Militärdiözese  | Metropolitan- und Diözesangericht WIEN                     | Metropolitan- und Diözesangericht SALZBURG                 | Römische Rota                              |
| Eisenstadt               | Diözesangericht Eisenstadt                                 | Metropolitan- und Diözesangericht WIEN                     | Römische Rota                              |
| St. Pölten               | Diözesangericht St. Pölten                                 | Metropolitan- und Diözesangericht WIEN                     | Römische Rota                              |
| Linz                     | Diözesangericht Linz                                       | Metropolitan- und Diözesangericht WIEN                     | Römische Rota                              |
| SALZBURG                 | Metropolitan- und Diözesangericht SALZBURG                 | Metropolitan- und Diözesangericht WIEN                     | Römische Rota                              |
| Innsbruck                | Diözesangericht Innsbruck                                  | Metropolitan- und Diözesangericht SALZBURG                 | Römische Rota                              |
| Gurk-Klagenfurt          | Diözesangericht Gurk-Klagenfurt                            | Metropolitan- und Diözesangericht SALZBURG                 | Römische Rota                              |
| Graz-Seckau              | Diözesangericht Graz-Seckau                                | Metropolitan- und Diözesangericht SALZBURG                 | Römische Rota                              |
| Feldkirch                | Diözesangericht Feldkirch                                  | Metropolitan- und Diözesangericht SALZBURG                 | Römische Rota                              |
| VADUZ                    | Diözesangericht Vaduz                                      | Metropolitan- und Diözesangericht SALZBURG                 | Römische Rota                              |
| Basel                    | Offizialat Basel (Solothurn)                               | Interdiözesanes Schweizerisches Kirchliches Gericht (ISKG) | Römische Rota                              |
| Chur                     | Offizialat Chur (und Zürich)                               | Interdiözesanes Schweizerisches Kirchliches Gericht (ISKG) | Römische Rota                              |
| Lausanne, Genf, Freiburg | Offizialat Freiburg                                        | Interdiözesanes Schweizerisches Kirchliches Gericht (ISKG) | Römische Rota                              |
| Lugano                   | Tribunale diocesano Lugano                                 | Interdiözesanes Schweizerisches Kirchliches Gericht (ISKG) | Römische Rota                              |
| St. Gallen               | Offizialat St. Gallen                                      | Interdiözesanes Schweizerisches Kirchliches Gericht (ISKG) | Römische Rota                              |
| Sitten                   | Officialité Sion                                           | Interdiözesanes Schweizerisches Kirchliches Gericht (ISKG) | Römische Rota                              |

Siehe auch: Katholische Kirchengerichte in Argentinien, Belgien, Frankreich, Irland, Italien, Kroatien, Malta, Polen, Tschechien, Ungarn.

### Verwaltungsgerichtsbarkeit
Gegenüber Verwaltungsakten (cann. 35 ff. CIC, cann. 1510 ff. CCEO) gibt es zunächst einmal nur das verwaltungsinterne Verfahren der hierarchischen Beschwerde (recursus hierarchicus, 1732–1739  CIC, 996–1006  CCEO). Gegen Verwaltungsakte, die von Dikasterien oder dem Staatssekretariat erlassen oder gebilligt wurden, kann jedoch Beschwerde bei der Apostolischen Signatur als Verwaltungsgericht der Kurie eingelegt werden (1445, § 2  CIC, Art. 197 PE, Art. 34, 73–105 LPSA).

#### Strafsachen
Auch Straftaten können prinzipiell im Verwaltungsweg durch außergerichtliches Dekret geahndet werden, wobei allerdings nicht alle Strafen verhängt oder festgestellt werden können (1342  CIC, 1402, § 3  CCEO). Bei schwereren Straftaten, die dem Glaubensdikasterium vorbehalten sind, tritt hinsichtlich der verwaltungsgerichtlichen Beschwerde das Glaubensdikasterium gewissermaßen an die Stelle der Apostolischen Signatur (Art. 24 § 1 der Normen über vorbehaltene Straftaten).

### Partikularrecht

#### Deutschland

##### Arbeitsgerichte
Besondere Gerichte sind in Deutschland auf dem Gebiet des kollektiven Arbeitsrechts (MAVO, KODA) seit 2005 die 11 (inter-)diözesanen Arbeitsgerichte erster Instanz und der bei der Deutschen Bischofskonferenz angesiedelte Kirchliche Arbeitsgerichtshof (KAGH). Wie immer besteht auch hier prinzipiell die Möglichkeit der Anrufung des Apostolischen Stuhls. Ferner gibt es Einigungsstellen für Regelungsstreitigkeiten im Mitarbeitervertretungsrecht (MAVO) und Schlichtungsstellen und -ausschüsse im Arbeitsvertragsrecht (AVO und AVR) sowie Disziplinargerichte für Kirchenbeamte.
Liste der Arbeitsgerichte
| (Erz-)Bistum | 1. Instanz     | 1. Instanz     | 2. Instanz |
| (Erz-)Bistum | MAVO           | KODA           | 2. Instanz |
| --- | -------------- | -------------- | ---------- |
| Aachen | KAG Aachen     | KAG Köln       | KAGH Bonn  |
| Essen | KAG Essen      | KAG Köln       | KAGH Bonn  |
| Köln | KAG Köln       | KAG Köln       | KAGH Bonn  |
| Münster (nordrhein-westfälischer Teil)                                                                             | KAG Münster    | KAG Köln       | KAGH Bonn  |
| Paderborn | KAG Paderborn  | KAG Köln       | KAGH Bonn  |
| Augsburg, München und Freising, Passau, Regensburg; Bamberg, Eichstätt, Würzburg                                   | KAG Augsburg   | KAG Augsburg   | KAGH Bonn  |
| Freiburg | KAG Freiburg   | KAG Freiburg   | KAGH Bonn  |
| Fulda | KAG Fulda      | KAG Fulda      | KAGH Bonn  |
| Hamburg, Hildesheim, Münster (oldenburgischer Teil), Osnabrück; Berlin, Dresden-Meißen, Görlitz; Erfurt, Magdeburg | GKAG Hamburg   | GKAG Hamburg   | KAGH Bonn  |
| Mainz, Limburg, Speyer, Trier                                                                                      | KAG Mainz      | KAG Mainz      | KAGH Bonn  |
| Rottenburg-Stuttgart                                                                                               | KAG Rottenburg | KAG Rottenburg | KAGH Bonn  |

##### Datenschutzgerichte
Eine allgemeine Verwaltungsgerichtsbarkeit existiert auch in Deutschland bisher nicht. Im Hinblick auf Art. 91 EU-DSGVO wurden jedoch 2018 zwei kirchliche Gerichte in Datenschutzangelegenheiten errichtet: das Interdiözesane Datenschutzgericht (IDSG) in Köln und als zweite Instanz das Datenschutzgericht der Deutschen Bischofskonferenz (DSG-DBK) in Bonn. Außerdem gibt es in den meisten Bistümern pastorale Schieds- und Schlichtungsstellen.

#### Schweiz
In der Schweiz besteht im römisch-katholischen Bereich aufgrund kantonalen Verfassungsrechts ein organisatorisches Nebeneinander („duales System“) von Bischofskirche und kantonalen Landeskirchen. Einige der letzteren haben eine eigene Verwaltungsgerichtsbarkeit aufgebaut; zum Teil sind stattdessen auch staatliche Gerichte zuständig. Die Bezeichnungen der landeskirchlichen Spruchkörper sind Rekurskommission (AR, BL, BS, GR, SZ, ZH), Rekursgericht (AG), Justizkommission (FR) oder Commission juridictionnelle (JU). In höherer Instanz entscheiden staatliche Gerichte.

#### Levantinische Länder
In levantinischen Ländern wie Israel (Familienrechte in Israel), dem Libanon oder Syrien sind kirchliche Gerichte auch für Verfahren in Sachen der Personalstatute zuständig (Ehe, Kindschaft, Unterhalt, Vormundschaft, Erbrecht, fromme Stiftungen/Waqf, privilegierter Gerichtsstand der Geistlichen).

## Evangelische Kirchen

### Deutschland

#### Allgemeines
In der Evangelischen Kirche in Deutschland (EKD), ihren Gliedkirchen und deren Zusammenschlüssen (UEK, VELKD, KEKiN) sind Verwaltungs- und Verfassungs-, Disziplinar- und Lehrbeanstandungs- sowie Arbeitsrechtssachen zu unterscheiden. In den meisten Landeskirchen hat die kirchliche Gerichtsbarkeit eine kirchenverfassungsrechtliche Grundlage. Insgesamt erfolgt eine Orientierung am staatlichen Recht.
- Verwaltungs- und Verfassungsrecht
  - Verwaltungsstreitigkeiten: Einen Schwerpunkt in diesem Bereich bildet das Dienstrecht der Pfarrer und Kirchenbeamten;[74] gelegentlich sind aber sogar Nichtkirchenmitglieder verfahrensbeteiligt (Beispiel: Zugang zu kirchlichen Einrichtungen wie einem Archiv).[75] Vom Rechtsweg ausgenommen sind etwa Fragen der Lebensordnung.[76] Seit 2001 ist der Verwaltungsgerichtsschutz flächendeckend.[77] Zuständig sind in erster Instanz Verwaltungsgerichte (z. B. Kirchengericht der EKD, Verwaltungskammer)[78] bzw. kombinierte Verfassungs- und Verwaltungsgerichte (siehe Liste). Revisionsgerichte sind der Kirchengerichtshof der EKD[79] (ehemals der Verwaltungsgerichtshof der UEK) und das Verfassungs- und Verwaltungsgericht der VELKD.[80]
  - Verfassungsstreitigkeiten (Organstreit, Normenkontrolle): Zuständig sind spezielle Verfassungsgerichte (z. B. Verfassungsgerichtshof der EKD,[81] auch für Mitteldeutschland[82]) oder kombinierte Verfassungs- und Verwaltungsgerichte (Hessen-Nassau, Pfalz, Niedersachsen, Nordkirche sowie VELKD/auch für Bayern[83]).[84]

- Disziplinarrecht und Lehrbeanstandung
  - Disziplinarsachen: Rechtsgrundlage der Ahndung von Amtspflichtverletzungen von Pfarrern und Kirchenbeamten bildet das Disziplinargesetz der EKD. Zuständig sind in erster Instanz Disziplinarkammern (beim Kirchengericht der EKD[85] oder landeskirchlich eigenständig), für die Berufung die Disziplinarsenate des Kirchengerichtshofs der EKD.[86]
  - Lehrbeanstandungsverfahren: Die Ahndung von Lehrpflichtverletzungen erfolgt durch besondere Spruchkammern[87] bzw. Spruchkollegien.[88]

- Arbeitsrecht
  - Mitarbeitervertretungsangelegenheiten: Für Streitigkeiten im Rahmen des kirchlichen Mitarbeitervertretungsrechts[89] sind in erster Instanz spezielle Spruchkörper zuständig (z. B. beim Kirchengericht der EKD; im Übrigen oft Schieds- oder Schlichtungsstelle genannt;[90] siehe Liste), für die Beschwerde der Kirchengerichtshof der EKD.[91] Diese Gerichte sind zum Teil auch zur Entscheidung in Angelegenheiten nach den Arbeitsrechtsregelungsgesetzen berufen.[92]
  - Ferner gibt es Einigungsstellen für mitarbeitervertretungsrechtliche Regelungsstreitigkeiten,[93] Schlichtungsausschüsse im Bereich der Arbeitsrechtsregelung[94] und individualarbeitsrechtliche Schlichtungsstellen.[95]

Die Mitarbeitervertretungsangelegenheiten machen den größten Anteil der Verfahren aus. Eine Besonderheit des kirchengerichtlichen Verfahrens besteht u. a. darin, dass die Richter nicht nur „an Recht und Gesetz“, sondern auch an „Schrift und Bekenntnis“ gebunden sind. In personeller Hinsicht findet jedoch teilweise eine Verzahnung mit der staatlichen Justiz statt.
Entscheidungen der Kirchengerichte wurden z. B. in der vom Kirchenrechtlichen Institut der EKD 1982 bis 2013 jährlich als Beilage zu Heft Nr. 4 des Amtsblatts der EKD herausgegebenen Rechtsprechungsbeilage publiziert (nunmehr online).

#### Liste der Verwaltungs- und Disziplinargerichte
| Kirche | Verwaltungsgerichte                                     | Verwaltungsgerichte                    | Disziplinargerichte                       | Disziplinargerichte              |
| Kirche | 1. Instanz                                              | 2. Instanz                             | 1. Instanz                                | 2. Instanz                       |
| ------ | ------------------------------------------------------- | -------------------------------------- | ----------------------------------------- | -------------------------------- |
| EKiHN  | KVVG Darmstadt – KVVG >170 Entscheidungen 1954–2023     | —                                      | KG-EKD Hannover (0134, Disziplinarkammer) | KGH-EKD Hannover (0125) – DG.EKD |
| EKvW   | VK Bielefeld – AGVwGG.EKD >140 Entscheidungen 1977–2024 | KGH-EKD Hannover (0135) – VwGG.EKD     | KG-EKD Hannover (0134, Disziplinarkammer) | KGH-EKD Hannover (0125) – DG.EKD |
| EKBO   | VG Berlin – VwGGAG                                      | KGH-EKD Hannover (0135) – VwGG.EKD     | KG-EKD Hannover (0134, Disziplinarkammer) | KGH-EKD Hannover (0125) – DG.EKD |
| ELA    | KG-EKD Hannover (0136, Verwaltungskammer) ←(ab 2016)    | KGH-EKD Hannover (0135) – VwGG.EKD     | KG-EKD Hannover (0134, Disziplinarkammer) | KGH-EKD Hannover (0125) – DG.EKD |
| LL     | KG-EKD Hannover (0136, Verwaltungskammer) ←(ab 2016)    | KGH-EKD Hannover (0135) – VwGG.EKD     | KG-EKD Hannover (0134, Disziplinarkammer) | KGH-EKD Hannover (0125) – DG.EKD |
| EKiM   | KG-EKD Hannover (0136, Verwaltungskammer) ←(ab 2016)    | KGH-EKD Hannover (0135) – VwGG.EKD     | KG-EKD Hannover (0134, Disziplinarkammer) | KGH-EKD Hannover (0125) – DG.EKD |
| ERK    | KG-EKD Hannover (0136, Verwaltungskammer) ←(ab 2016)    | KGH-EKD Hannover (0135) – VwGG.EKD     | KG-EKD Hannover (0134, Disziplinarkammer) | KGH-EKD Hannover (0125) – DG.EKD |
| EKiR   | KG-EKD Hannover (0136, Verwaltungskammer) ←(ab 2016)    | KGH-EKD Hannover (0135) – VwGG.EKD     | KG-EKD Hannover (0134, Disziplinarkammer) | KGH-EKD Hannover (0125) – DG.EKD |
| UEK    | KG-EKD Hannover (0136, Verwaltungskammer) ←(ab 2016)    | KGH-EKD Hannover (0135) – VwGG.EKD     | KG-EKD Hannover (0134, Disziplinarkammer) | KGH-EKD Hannover (0125) – DG.EKD |
| EKD    | KG-EKD Hannover (0136, Verwaltungskammer) ←(ab 2016)    | KGH-EKD Hannover (0135) – VwGG.EKD     | KG-EKD Hannover (0134, Disziplinarkammer) | KGH-EKD Hannover (0125) – DG.EKD |
| BEK    | G/BEK Bremen – AGVwGG                                   | KGH-EKD Hannover (0135) – VwGG.EKD     | ? – AGDG                                  | KGH-EKD Hannover (0125) – DG.EKD |
| EKvKW  | LKGer Kassel – KiVwGG                                   | KGH-EKD Hannover (0135) – VwGG.EKD     | ? – AG EKKW DG.EKD                        | KGH-EKD Hannover (0125) – DG.EKD |
| EKdPf  | VuVG Speyer (XIII 102/09) – VVGG                        | KGH-EKD Hannover (0135) – VwGG.EKD     | (101/11) – DG.Pfalz                       | KGH-EKD Hannover (0125) – DG.EKD |
| ELiBa  | VG Karlsruhe – VWGG                                     | KGH-EKD Hannover (0135) – VwGG.EKD     | D – AG-DG.EKD                             | KGH-EKD Hannover (0125) – DG.EKD |
| ELiWü  | VG Stuttgart – KVwGG                                    | —                                      | DG – AG DG                                | KGH-EKD Hannover (0125) – DG.EKD |
| VELKD  | VuVG-VELKD Hannover (RVG)                               | —                                      | ReH (Konf 2070) – ReHO                    | KGH-EKD Hannover (0125) – DG.EKD |
| ELLiB  | ReH Hannover (Konf R) – ReHO                            | VuVG-VELKD Hannover (RVG) – KG Err.VVG | ReH (Konf 2070) – ReHO                    | KGH-EKD Hannover (0125) – DG.EKD |
| ELLH   | ReH Hannover (Konf R) – ReHO                            | VuVG-VELKD Hannover (RVG) – KG Err.VVG | ReH (Konf 2070) – ReHO                    | KGH-EKD Hannover (0125) – DG.EKD |
| ELKiO  | ReH Hannover (Konf R) – ReHO                            | VuVG-VELKD Hannover (RVG) – KG Err.VVG | ReH (Konf 2070) – ReHO                    | KGH-EKD Hannover (0125) – DG.EKD |
| ELLSL  | ReH Hannover (Konf R) – ReHO                            | VuVG-VELKD Hannover (RVG) – KG Err.VVG | ReH (Konf 2070) – ReHO                    | KGH-EKD Hannover (0125) – DG.EKD |
| KEKiN  | ReH Hannover (Konf R) – ReHO                            | VuVG-VELKD Hannover (RVG) – KG Err.VVG | ReH (Konf 2070) – ReHO                    | KGH-EKD Hannover (0125) – DG.EKD |
| ELLS   | KVwG Dresden – KVwGG                                    | VuVG-VELKD Hannover (RVG) – KG Err.VVG | Disz – AG DG.EKD                          | KGH-EKD Hannover (0125) – DG.EKD |
| ELKiB  | VG München (20/27-4/1) – KVGG                           | VuVG-VELKD Hannover (RVG) – KG Err.VVG | DiszK – DG.EKD ErgG                       | KGH-EKD Hannover (0125) – DG.EKD |
| ELKiN  | VuVG Kiel (NK-VG) – KiGG, VerfVwGG                      | VuVG-VELKD Hannover (RVG) – KG Err.VVG | ↑ KG-EKD (ab 2022) – DGErgG               | KGH-EKD Hannover (0125) – DG.EKD |

#### Liste der Gerichte in Mitarbeitervertretungssachen
| Landeskirche     | 1. Instanz | 1. Instanz | 2. Instanz                          |
| Landeskirche     | verfasste Kirche | Diakonie | 2. Instanz                          |
| ---------------- | --- | --- | ----------------------------------- |
| EKD              | Kirchengericht der EKD (Hannover; RegZ: 2708) – § 57a MVG-EKD – AGMVG-EKD – MVG-AusfG – AusfG MVG-EKD                            | Kirchengericht der EKD (Hannover; RegZ: 2708) – § 57a MVG-EKD – AGMVG-EKD – MVG-AusfG – AusfG MVG-EKD                            | Kirchengerichtshof (Hannover; 0124) |
| ELA              | | | Kirchengerichtshof (Hannover; 0124) |
| EKiM             | | | Kirchengerichtshof (Hannover; 0124) |
| ERK              | | | Kirchengerichtshof (Hannover; 0124) |
| ELiBa            | Kirchliches Arbeitsgericht (Karlsruhe; KA) – MVG-Baden                                                                           | Kirchliches Arbeitsgericht (Karlsruhe; KA) – MVG-Baden                                                                           | Kirchengerichtshof (Hannover; 0124) |
| ELKiB            | Kirchengericht (München; 26/0-6/4) – AGMVG                                                                                       | Kirchengericht (München; 26/0-6/4) – AGMVG                                                                                       | Kirchengerichtshof (Hannover; 0124) |
| EKBO             | Schiedsstelle (Berlin) – MVG-AG                                                                                                  | Schiedsstelle (Berlin) – RVO/MVG                                                                                                 | Kirchengerichtshof (Hannover; 0124) |
| BEK              | Gemeinsames Kirchengericht (Bremen) – AusfG/MVG                                                                                  | Gemeinsames Kirchengericht (Bremen) – AusfG/MVG                                                                                  | Kirchengerichtshof (Hannover; 0124) |
| EKiHN EKvKW      | Schlichtungsstelle (Darmstadt) – § 49 MAVG                                                                                       | Kirchengericht für MAV-Sachen (Kassel; K) – MVG.DH                                                                               | Kirchengerichtshof (Hannover; 0124) |
| EKiHN EKvKW      | Kirchengericht für mav-rechtliche Streitigkeiten (Kassel) – AG.MVG.EKD                                                           | Kirchengericht für MAV-Sachen (Kassel; K) – MVG.DH                                                                               | Kirchengerichtshof (Hannover; 0124) |
| KEKiN (ohne ERK) | Kirchengericht für mitarbeitervertretungsrechtliche Streitigkeiten (Hannover; VR MVG) – MVG-Gerichtsgesetz                       | Kirchengericht für mitarbeitervertretungsrechtliche Streitigkeiten (Hannover; VR MVG) – MVG-Gerichtsgesetz                       | Kirchengerichtshof (Hannover; 0124) |
| ELKiN            | Kirchengericht für mitarbeitervertretungsrechtliche Streitigkeiten (Kiel; NK-MG; ca. 120 Entscheidungen 2004–23) – MAVKiGG       | Kirchengericht für mitarbeitervertretungsrechtliche Streitigkeiten (Kiel; NK-MG; ca. 120 Entscheidungen 2004–23) – MAVKiGG       | Kirchengerichtshof (Hannover; 0124) |
| EKdPf            | Schlichtungsstelle (Speyer) – § 7 MVG-Pfalz                                                                                      | Schlichtungsstelle (Speyer) – § 7a MVG-Pfalz                                                                                     | Kirchengerichtshof (Hannover; 0124) |
| EKiR             | Gemeinsame Schlichtungsstelle (Düsseldorf; GS) – AG.MVG-EKD                                                                      | Gemeinsame Schlichtungsstelle (Düsseldorf; GS) – AG.MVG-EKD                                                                      | Kirchengerichtshof (Hannover; 0124) |
| ELLS             | Schlichtungsstelle (Dresden; SST) – AnwG MVG-EKD                                                                                 | Schlichtungsstelle (Dresden; SST) – AnwG MVG-EKD                                                                                 | Kirchengerichtshof (Hannover; 0124) |
| EKvW LL          | Schlichtungsstelle (Bielefeld/Münster; M; >60 Entscheidungen 2008–18) – AGMVG, EG MVG-EKD                                        | Schlichtungsstelle (Bielefeld/Münster; M; >60 Entscheidungen 2008–18) – AGMVG, EG MVG-EKD                                        | Kirchengerichtshof (Hannover; 0124) |
| ELiWü            | Kirchengericht für mitarbeitervertretungsrechtliche Streitigkeiten (Stuttgart; AS; >40 Entscheidungen 2017–23) – MVG.Württemberg | Kirchengericht für mitarbeitervertretungsrechtliche Streitigkeiten (Stuttgart; AS; >40 Entscheidungen 2017–23) – MVG.Württemberg | Kirchengerichtshof (Hannover; 0124) |

#### Geschichte
Trotz Einschränkung der kirchlichen Gewalt zugunsten der Landesherren im Augsburger Bekenntnis von 1530 bestand schon bald die Notwendigkeit zur Einrichtung kirchlicher Gerichte (Konsistorien; Beispiel: Wittenberger Konsistorium mit Justus Jonas d. Ä.), etwa für Ehesachen. Durch das landesherrliche Kirchenregiment ging in der Folgezeit die Streitentscheidung immer mehr auf die Landesherren über, selbst hinsichtlich der Ahndung von Pflichtverstößen Geistlicher; die Konsistorien wurden zu reinen Verwaltungsbehörden.
Im weiteren Verlauf lassen sich grob vier Etappen ausmachen:
- Vor dem Ersten Weltkrieg: Infolge der Trennung von Straf- und Disziplinarrecht im staatlichen Bereich Mitte des 19. Jahrhunderts und des Endes des Kirchenkampfes in den 1880er-Jahren[102] erhielten die Kirchen die Möglichkeit zur Neueinrichtung eigenständiger Disziplinarverfahren (zwei gerichtliche Instanzen in Braunschweig). Vom Disziplinarverfahren spaltete sich ab 1910 die Lehrbeanstandung ab.

- Zwischenkriegszeit bis 1933: Das Ende des landesherrlichen Kirchenregiments und die Weimarer Verfassung ermöglichten die Einrichtung kirchlicher Verwaltungsgerichte in 9 Landeskirchen. Anhalt trennte 1925 Verwaltungs- und Disziplinargerichtsbarkeit, Baden 1927, Lippe 1931; das lutherische Hannover errichtete 1928 ein Verfassungsgericht.

- Zwischenkriegszeit ab 1933: Die meisten Verwaltungsgerichte wurden zu Beginn der NS-Zeit aufgelöst, die altpreußischen Rechtsausschüsse 1939. Eine Beschlussstelle in Rechtsangelegenheiten der Evangelischen Kirche wurde in bürgerlichrechtlichen Streitigkeiten den ordentlichen Gerichten vorgeschaltet.[103] Im Disziplinarverfahren fungierte ab 1936 der Disziplinarhof bei der DEK als Rechtsmittelinstanz; 1939 wurde auch die Eingangsinstanz vereinheitlicht (Disziplinarkammern).

- Nach dem Zweiten Weltkrieg: Wieder- bzw. Neuerrichtung der Verwaltungsgerichtsbarkeit, Verlagerung der zweiten Instanz auf kirchliche Zusammenschlüsse, Ersetzung der Berufung durch die Revision in Verwaltungssachen, Neueinrichtung von Schlichtungsstellen in Mitarbeitervertretungssachen.[104]

Getrennte Disziplinar- und Verwaltungsgerichtsbarkeit
| Landeskirchen                  | Disziplinargerichte                                         | Verwaltungsgerichte            |
| ------------------------------ | ----------------------------------------------------------- | ------------------------------ |
| Anhalt                         | Kirchliches Disziplinargericht → Kirchlicher Disziplinarhof | Landeskirchengericht           |
| Baden                          | Kirchliches Dienstgericht                                   | Kirchliches Verwaltungsgericht |
| Lippe                          | Kirchliches Disziplinargericht → Dienststrafgericht         | Kirchliches Verwaltungsgericht |
| Preußen: Hannover (lutherisch) | Landeskirchengericht → Landeskirchenobergericht             | Verfassungsgericht             |

Kombinierte Disziplinar- und Verwaltungsgerichtsbarkeit
| Landeskirchen                          | Gerichte                | Gerichte                |
| -------------------------------------- | ----------------------- | ----------------------- |
| Lübeck                                 | Kirchengericht          | Kirchengericht          |
| Preußen APU/Brandenburg                | Rechtsausschuss         | Rechtsausschuss der APU |
| Preußen APU/Danzig                     | Rechtsausschuss         | Rechtsausschuss der APU |
| Preußen APU/Memelgebiet                | Rechtsausschuss         | Rechtsausschuss der APU |
| Preußen APU/Ostpreußen                 | Rechtsausschuss         | Rechtsausschuss der APU |
| Preußen APU/Pommern                    | Rechtsausschuss         | Rechtsausschuss der APU |
| Preußen APU/Posen-Westpreußen          | Rechtsausschuss         | Rechtsausschuss der APU |
| Preußen APU/Rheinland mit Hohenzollern | Rechtsausschuss         | Rechtsausschuss der APU |
| Preußen APU/Sachsen                    | Rechtsausschuss         | Rechtsausschuss der APU |
| Preußen APU/Schlesien                  | Rechtsausschuss         | Rechtsausschuss der APU |
| Preußen APU/Westfalen                  | Rechtsausschuss         | Rechtsausschuss der APU |
| Preußen Hannover (reformiert)          | Kirchlicher Gerichtshof | Kirchlicher Gerichtshof |
| Preußen Kassel                         | Kirchengericht          | Landeskirchengericht    |
| Preußen Frankfurt                      | Disziplinargericht      | Landeskirchengericht    |
| Sachsen                                | Kirchengericht          | Kirchliches Obergericht |

Nur Disziplinargerichtsbarkeit
| Landeskirchen              | Gerichte |
| -------------------------- | --- |
| Bayern                     | Dienststrafgerichtshof bei Verfahren gegen Geistliche Dienststrafgerichtshof bei Verfahren gegen Kirchenbeamte |
| Bayern: Pfalz              | Kirchliches Dienstgericht                                                                                      |
| Braunschweig               | Kirchliches Dienstgericht → Dienstobergericht                                                                  |
| Bremen                     | Rechtskammer → Rechtshof                                                                                       |
| Hamburg                    | Disziplinarkammer → Disziplinarhof für Geistliche Dienststrafgerichtshof für nichtgeistliche Beamte            |
| Hessen                     | Disziplinarhof                                                                                                 |
| Mecklenburg-Schwerin       | Kirchengericht → Oberes Kirchengericht                                                                         |
| Mecklenburg-Strelitz       | Kirchengericht → Oberes Kirchengericht                                                                         |
| Oldenburg                  | Dienstgericht                                                                                                  |
| Oldenburg: Birkenfeld      | (Dienstgericht)                                                                                                |
| Oldenburg: Eutin           | Dienstgericht                                                                                                  |
| Preußen Nassau             | Disziplinarhof                                                                                                 |
| Preußen Schleswig-Holstein | Disziplinarhof                                                                                                 |
| Reuß ältere Linie          | Dienstgerichtskammer → Dienstgerichtshof                                                                       |
| Schaumburg-Lippe           | Disziplinarhof                                                                                                 |
| Thüringen                  | Dienstgericht                                                                                                  |
| Waldeck                    | Kirchengericht                                                                                                 |
| Württemberg                | Disziplinargericht                                                                                             |

### Österreich
In der Evangelischen Kirche A. u. H. B. in Österreich bestehen folgende Spruchkörper:
- Revisionssenat[113]
- Personalsenat für geistliche Amtsträger[114]
- Schlichtungsausschuss für Mitarbeitervertretungssachen[115]
- Datenschutzsenat[116]
- Disziplinarobersenat und Disziplinarsenat I. Instanz[117]
- Begutachtungskommission für Lehrfeststellungen[118]

### Schweiz
In der Schweiz haben elf der evangelisch-reformierten Landeskirchen eigene Spruchkörper mit den Bezeichnungen Rekurskommission (AR/AI, BL, BE/JU/SO, FR, GR, SH, SZ, ZH), Rekursgericht (AG), Rekurs- und Beschwerdekommission (TG) oder Kirchliche Beschwerde- und Rekurskommission (BS). In höherer Instanz sind staatliche Gerichte zuständig.

## Christlich-orthodoxe Kirchen

### Bulgarien
Bulgarisch-Orthodoxe Kirche:
- Eparchialgerichte (епархийските съдилища)
- die Heilige Synode (Светия Синод)

### Griechenland
Kirche von Griechenland:
- Episkopalgerichte (επισκοπικά Δικαστήρια)
- Synodalgerichte, zwei Instanzen (συνοδικά Δικαστήρια)
- Gericht für Prälaten (Archierei), zwei Instanzen (διά τους Αρχιερείς Δικαστήρια)
- Gericht für Mitglieder der Synode (διά τους Συνοδικούς Δικαστήριον)

### Rumänien
Rumänisch-Orthodoxe Kirche:
- Protopopialkonsistorium (Consistoriul disciplinar protopopesc)
- Eparchialkonsistorium (Consistoriul eparhial)
- Metropolitankonsistorium (Consistoriul mitropolitan)

### Russland
Russisch-Orthodoxe Kirche:
- Eparchialgericht (епархиальный суд)[125]
- Oberstes gesamtkirchliches Gericht (Высший общецерковный суд)
- Gericht des Bischofsrates (суд Архиерейского собора)

## Anglikanische Kirche
Für die Church of England bestehen:
- auf Ebene der Diözese
  - Konsistorialgerichte (Consistory courts; in Canterbury Commissary court genannt); Schwerpunkt: Dispensgerichtsbarkeit über Kirchengrund und -gebäude (faculty jurisdiction)[127]
  - Bischöfliche Disziplinargerichte (Bishop’s disciplinary tribunals)[128]
- auf Ebene der Provinz
  - die beiden Generalvikarsgerichte (Vicar-General’s courts) von Canterbury und York; sie treten hinsichtlich der Kathedralen ihrer Provinz an die Stelle des Konsistorialgerichts[129] und hinsichtlich der Bischöfe ihrer Provinz an die Stelle des Bischöflichen Disziplinargerichts[128]
  - der Arches Court of Canterbury (ACC) bzw. der Chancery Court of York (CCY) als Rechtsmittelinstanz
- auf Ebene der Gesamtkirche
  - der Court of Ecclesiastical Causes Reserved (CECR); er tritt in Fragen von Lehre, Ritual oder Zeremonie (doctrine, ritual or ceremonial) an die Stelle der provinzialen Rechtsmittelinstanz und hat seit seiner Gründung 1963 bisher nur zwei Entscheidungen getroffen[130]
- auf staatlicher Ebene als weitere Rechtsmittelinstanz
  - das Judicial Committee of the Privy Council (JCPC) in Faculty-Sachen bzw.
  - eine vom Monarchen eingesetzte Commission of Review in Fragen von Lehre, Ritual oder Zeremonie

## Kritik

### Aus weltlicher Perspektive
„Geteilte“ Gerichtsbarkeiten – in Deutschland existierend im Bereich Kirche, aber auch in den Bereichen Sport und Berufsverbände (Vereinsgerichtsbarkeit) – unterliegen nicht der staatlichen Aufsicht, was immer wieder Anlass zur Kritik gibt, insbesondere im Hinblick auf den lange von den Verwaltungsgerichten vertretenen Ausschluss des Rechtswegs zu staatlichen Gerichten in Kirchensachen. Deshalb eröffnet die neuere verwaltungsgerichtliche Rechtsprechung unter Berufung auf den Justizgewährungsanspruch den Rechtsweg zur Überprüfung kirchengerichtlicher Entscheidungen; allerdings ist dem verfassungsrechtlich garantierten Selbstbestimmungsrecht der Religionsgesellschaften bei Umfang und Intensität der gerichtlichen Kontrolle Rechnung zu tragen.

### Aus geistlicher Perspektive
Bereits das Alte Testament bringt zum Ausdruck, dass Gerechtigkeit das Ziel von Rechtsprechung sein soll, aber nicht immer erreichbar ist:

„Der Gerechtigkeit, der Gerechtigkeit sollst du nachjagen.“

„Noch etwas habe ich beobachtet unter der Sonne: An der Stätte, wo man Urteil spricht, geschieht Unrecht; an der Stätte, wo man gerechtes Urteil sprechen sollte, geschieht Unrecht.“

Im Neuen Testament finden sich grundsätzliche Aussagen gegen das Richten im Allgemeinen und die Inanspruchnahme von Rechtsprechung im Besonderen, zum Beispiel:

„Richtet nicht, damit ihr nicht gerichtet werdet!“

„Daher wollen wir uns nicht mehr gegenseitig richten. Achtet vielmehr darauf, dem Bruder keinen Anstoß zu geben und ihn nicht zu Fall zu bringen!“

„Ist es nicht überhaupt schon ein Versagen, dass ihr miteinander Prozesse führt? Warum leidet ihr nicht lieber Unrecht? Warum lasst ihr euch nicht lieber übervorteilen?“

Diese Aussagen werden überwiegend jedoch nicht als Verbot des justizförmigen Richtens an sich verstanden, sondern nur als Mahnung, andere nicht leichtfertig oder überheblich zu beurteilen. Richter und Prozessparteien sind zu Sachlichkeit und Demut aufgerufen.
Es bleibt allerdings die Frage, inwieweit diesen Prämissen ein formalisiertes und konfrontatives Justizsystem dienen kann, bei dem es (im Gegensatz zur außergerichtlichen Streitbeilegung) in der Regel am Ende einen Gewinner und einen Verlierer gibt.

### Katholische Kirche
- Rechtsprechung der Apostolischen Signatur über Verwaltungsstreitigkeiten
- Deutsche Bischofskonferenz: Der Kirchliche Arbeitsgerichtshof; Urteilsdatenbank
- Rekursentscheide (Zürich)

### Evangelische Kirchen
- Rechtsprechung der EKD-Kirchengerichte
- Online-Kommentar Kirchenrecht (Hotstegs Rechtsanwaltsgesellschaft)
- Rechtsprechung der Evangelischen Kirche A. u. H. B. in Österreich
- Rekursentscheide (Zürich)

### Anglikanische Kirche
- Consistory court judgments
- Tribunal decisions
- Citations for cases which have been reported
- Historisch: The Church of England courts

### Übergreifend
- Marcus Arning: Grundrechtsbindung der kirchlichen Gerichtsbarkeit (= Schriften zum Religionsrecht. Band 8). Nomos, Baden-Baden 2017, ISBN 978-3-8487-4215-8 (eingeschränkte Vorschau in der Google-Buchsuche).
- Paul Hinschius: Gerichtsbarkeit, kirchliche. In: Albert Hauck (Hrsg.): Realencyclopädie für protestantische Theologie und Kirche. 3. Auflage. Band 6. Hinrichs, Leipzig 1899, S. 585–602 (archive.org).

### Katholische Kirche
- Kirchlicher Rechtsschutz. In: Stephan Haering, Wilhelm Rees, Heribert Schmitz (Hrsg.): Handbuch des katholischen Kirchenrechts: HdbKathKR³. 3. Auflage. Pustet, Regensburg 2015, ISBN 978-3-7917-2723-3, S. 1645–1765 = §§ 108–115 (eingeschränkte Vorschau in der Google-Buchsuche).
- Stefan Killermann: Die Rota Romana (= Adnotationes in ius canonicum. Band 46). Lang, Frankfurt am Main 2009, ISBN 978-3-631-59334-9 (eingeschränkte Vorschau in der Google-Buchsuche).
- Sacrae Romanae Rotae decisiones seu sententiae (1.1909(1912)–40.1948(1958), ZDB-ID 219982-8; 41.1949(1959)–, ZDB-ID 219983-x; HathiTrust)

### Evangelische Kirchen
- Michael Germann: Kirchliche Gerichtsbarkeit. In: Hans Ulrich Anke, Heinrich De Wall, Hans Michael Heinig (Hrsg.): Handbuch des evangelischen Kirchenrechts. Mohr Siebeck, Tübingen 2016, ISBN 978-3-16-154606-8, S. 1060–1127 = § 31 (eingeschränkte Vorschau in der Google-Buchsuche).
- Karl-Heinz Fix, Carsten Nicolaisen, Ruth Pabst: Handbuch der deutschen evangelischen Kirchen 1918 bis 1949. 2, Landes- und Provinzialkirchen. Vandenhoeck & Ruprecht, Göttingen 2017, ISBN 978-3-525-55794-5 (eingeschränkte Vorschau in der Google-Buchsuche).
- Hartmut Maurer: Die Verwaltungsgerichtsbarkeit der Evangelischen Kirche (= Göttinger rechtswissenschaftliche Studien. Band 25). Schwartz, Göttingen 1958 (eingeschränkte Vorschau in der Google-Buchsuche).
- Karl Hansch: Die Disziplinargerichtsbarkeit in der evangelischen Kirche (= Göttinger rechtswissenschaftliche Studien. Band 33). Schwartz, Göttingen 1961 (eingeschränkte Vorschau in der Google-Buchsuche).
- Wolfgang Strietzel: Das Disziplinarrecht der deutschen evangelischen Landeskirchen und ihrer Zusammenschlüsse: unter besonderer Berücksichtigung der kirchengerichtlichen Rechtsprechung (= Jus ecclesiasticum. Band 34). Mohr, Tübingen 1988, ISBN 3-16-645323-7 (eingeschränkte Vorschau in der Google-Buchsuche).
- Joachim E. Christoph: Fundstellennachweis der Rechtsprechung der evangelischen Kirchengerichte in den Jahren 1945–1980. In: Zeitschrift für evangelisches Kirchenrecht (ZevKR). Band 41, 1996, S. 322–343. 107 Entscheidungen
- Joachim E. Christoph: Fundstellennachweis der Rechtsprechung der evangelischen Kirchengerichte in den Jahren 1981–1990. In: Zeitschrift für evangelisches Kirchenrecht (ZevKR). Band 35, 1990, S. 427–446. 122 Entscheidungen